# Redange
Redange, také Redange-sur-Attert (lucembursky: Réiden, německy: Redingen) je město na západě Lucemburska. Leží na řece Attert, která je přítokem Alzette, blízko u belgických hranic. Je hlavním městem kantonu Redingen.
V roce 2005 zde žilo 2 308 obyvatel. Dalšími městy této oblasti jsou Lannen, Nagem, Niederpallen, Ospern a Reichlange.
Redange je rodištěm bývalého předsedy vlády lucemburského velkovévodství a předsedy Evropské komise Jeana-Clauda Junckera.